# 以下略
『以下略』（いかりゃく）は、平野耕太による日本の漫画作品。『ゲーマガ』（ソフトバンククリエイティブ）にて、2006年12月号より2010年5月号まで連載された。

## 概要
同作者の旧作『進め!以下略』とタイトルが酷似し、主人公の外見も『進め!以下略』と同じだが、性格や物語の舞台など一部の設定が異なる。内容は掲載誌を反映してゲームネタが中心だが、漫画やアニメ、同人誌関係のネタも入ることがある。
雑誌掲載時、各話の3ページ目下部欄外には「この作品はフィクションであり、実在の人物・団体・事件とは一切関係ありません」という注意書きが入れられていたが、話のパターンとして、最もノンフィクション的・メタ的なネタを扱ったコマが真上に来ることが多い。
刊行された単行本には全33話中の第19話までが収録されているが、2巻以降が刊行されなかったため、以降のエピソードは収録されていない。

## 主な登場人物
ヒラノ（雑誌連載時は「コータ」）
本作の主人公の一人。ゲームショップ「ファンタジィ」の共同オーナー。『進め!以下略』の平野耕太そのままの外見で描かれる。主にボケを担当だが、元ネタが深過ぎる。店でイベントが企画されると率先してコスプレをやるが、販促そっちのけでごっこ遊びに走ったり、これまた元ネタが濃過ぎる場合がある（主なコスプレとしては『CALL OF DUTY 4』のマクミラン大尉や『ACE COMBAT 04』のメビウス1、『空飛ぶモンティ・パイソン』のスペインの宗教裁判官など）。眼鏡っ娘好き。
ヤブ
本作の主人公の一人。「ファンタジィ」の共同オーナー。『進め!以下略』のヤブこと田中亮太郎そのままの外見で描かれる。主にヒラノと一緒にボケを担当。ヒラノに付き合いコスプレをすることも度々。ただそのコスプレも『ヴィンランド・サガ』などで、歌っている歌は『空飛ぶモンティ・パイソン』の「スパムの歌」だったりと、その元ネタはディープ。
ジャージ（雑誌連載時は「ヤマシュー」）
本作の主人公の一人。「ファンタジィ」の共同オーナー。『進め!以下略』の山田秋太郎そのままの外見で描かれる。主にツッコミを担当。2人のボケの酷さにヤクザキックを放つなど、ツッコミが暴力的になることもしばしば。しかしたまに上2人と一緒にボケることもある。イベント時にコーナーの設置を行ったり、真紀の提案の聞き役になるなど、3人の中では比較的店の運営に関与している。
栗原真紀（くりはら まき）
レギュラーキャラの一人。「ファンタジィ」の新人バイト店員。平成生まれ（第4話）。三つ編みの眼鏡っ娘。ゲームが好きで「ファンタジィ」に入ったが、オーナー3人や本町のダメっぷりに翻弄されている。ツッコミ担当。ツッコミが機械的になることがあるが、逆に暴力的になることもある。その時はジャージがキック主体のツッコミに対し、真紀の場合はパンチが主体。ただ店に馴染んだのか、諦めたのか、そんなこんなでアルバイトを続けている。普段は表面に出していないが、コスプレに興味があったり、本町の罰ゲーム（肛門の拡張）に異様な興味を示すなど、腐女子的な傾向はある。
本町（もとまち）
「ファンタジィ」の店長。ヒラノいわく「中二病耽美系」な美形キャラクター。しかし酒とギャンブルが大好きで、店の金を使い込むこともしばしばというダメ人間。そのことをダシにオーナー3人に屑呼ばわりされている。なお、金銭面で困ると、真紀に対して「女郎になってくれないか」と金づるになってくれるように懇願しては、その度に殴り飛ばされている。当初はオチ要員だったが、回を追うごとに出番が減少していき、店長としての役割もジャージにほぼ取られた形になっている。その代わりに、コスプレ要員としてヒラノやヤブに付き合わされている。酒と金が絡むと途端にCPUが倍増し、凄まじい行動力を発揮する。
千住（せんじゅ）
第6話から登場。本名は第30話で判明。西新井におけるヤクザの若頭。お忍びで「ファンタジィ」に『THE IDOLM@STER』を買いに来たところをヒラノ達に見つかり、巧みな誘導尋問によって『ヤングキングアワーズ』や『チャンピオンRED』の愛読者であること、声優に詳しい事を自供させられる。組では若頭の地位にあるが、本業そっちのけで「ファンタジィ」に入り浸っている。『バイオハザードシリーズ』のアルバート・ウェスカーに似ており、実際にウェスカーのコスプレをさせられたことがある。
チンピラ
第6話から登場。本名不詳。千住の子分。自分の属する組が他の組と抗争中であるにも拘らず、「ファンタジィ」に入り浸る千住を心配していたが、第8話でヒラノたちの毒牙に掛かり、アニメやマンガ抜きでは生きられない体に洗脳されてしまう。
六月（ろくつき）
第26話から登場。アルバイト募集の紙を見て「ファンタジィ」に来た女性で、採用されて以後は第28話からバイトとして働いている。一見怪しい反面普通の新人バイトだが、周囲になれるのが早く店の支配率を変えることも。巨乳。
草加（くさか）
第30話に登場。十矢のヤクザであり、若手ながら東北連合理事を務める。『けいおん!』の秋山澪が好きであり、同作の田井中律が好きだった千住と口論の末に銃撃戦にまで発展した。
寺門（てらかど）、寺門司（てらかど つかさ）
第33話（最終話）に登場。同作者の過去作『進め!!聖学電脳研究部』の登場人物であり、同作の後日談『進め!!聖学以下略。』における聖学園の教師・電脳研究部の部長の設定で登場している。

## 用語
ファンタジィ
某市某区にあるゲームショップ。ヒラノ・ヤブ・ジャージの共同経営で、本町が店長として雇われている。メイン商品はテレビゲームだが、トレーディングカードゲームやカプセルトイも取り扱っており、店内にはカードゲームのプレイスペースやカプセルトイの自動販売機（第1話）や、バスルームまでもある（第10話）。年中無休で営業時間はAM9：00 - PM24：00（AM0：00の意味）。
作中ではヒラノが真紀を引き止めるため時給5000円を掲示したり、本町が店の金を使い込むなどお金に関する言及があるが、採算が取れているのかどうかは不明。
話題作の発売に合わせてイベントが企画されることもあるが、オーナー3人の性格を反映してか、大抵はロクな事にならない。店も単行本第1巻カバーでも分かる通り、ほぼ3人のプライベートルームと化しており、時々ヒラノ・ヤブの悪ふざけで荒れ果てる時もある。
葛
文字通りの葛。「ファンタジィ」では葛粉を溶かして固めた物や葛湯が、もっぱら新作発売イベントに乗じたオーナー達の悪ふざけの道具として多用される。例としては『ひぐらしのなく頃に』デーでの鉈やガソリン、『CALL OF DUTY 4』発売記念FPS祭りでの銃弾や手榴弾など。理由は「本物は危ないからネ」。

## 各話リスト
初期の各エピソードのタイトルは黒澤明の作品（監督または脚本作品）から採られていた。
終盤は深作欣二作品のタイトルから採られているものが多い。
1. 隠し砦の三悪人（2006年12月号掲載）
2. 生きものの記録（2007年1月号掲載）
3. 悪い奴ほどよく眠る（2007年2月号掲載）
4. どですかでん（2007年3月号掲載）
5. 静かなる決闘（2007年4月号掲載）
6. 用心棒（2007年5月号掲載）
7. 乱（2007年6月号掲載）
8. まあだだよ（2007年7月号掲載）
9. 天国と地獄（2007年8月号掲載）
10. 夢（2007年9月号掲載）
11. どん底（2007年11月号掲載）
12. わが青春に悔なし（2007年12月号掲載）
13. 消えた中隊（2008年1月号掲載）
14. 暴走機関車（2008年2月号掲載）
15. 勝利の秘史（2008年3月号掲載）
16. 羅生門（2008年4月号掲載）
17. 海は見ていた（2008年5月号掲載）
18. 暁の脱走（2008年7月号掲載）
19. 殺陣師（2008年8月号掲載）
20. 戦国無頼（2010年9月号掲載）
21. 我が青春に悔いなし（2008年10月号掲載）
22. 雨あがる（2008年12月号掲載）
23. 乱（2009年1月号掲載）
24. 鬼畜（2009年2月号掲載）
25. バトルロワイヤル（2009年3月号掲載）
26. 女囚さそり（2009年4月号掲載）
27. 黒蜥蜴（2009年7月号掲載）
28. 連合艦隊（2009年9月号掲載）
29. 黒幕（2009年11月号掲載）
30. 代理戦争（2009年12月号掲載）
31. 悪魔のようなあいつ（2010年1月号掲載）
32. 魔界転生（2010年4月号掲載）
33. 蒲田行進曲（2010年5月号掲載）

## 主な元ネタ

### 全体
サイレントヒル
コナミのホラーアドベンチャーゲーム。詳細は『サイレントヒル』の項を参照。第1巻後半より、名前やボスキャラクター「レッドピラミッドシング」が頻繁に出る。
福本伸行
漫画家。詳細は「福本伸行」の項目を参照。本作には福本の作品である『賭博黙示録カイジ』『アカギ 〜闇に降り立った天才〜』『銀と金』などから、登場人物や台詞などがよく登場する。
太陽や山に書いてある笑い顔
鳥山明の漫画『Dr.スランプ』に出てくるペンギン村の風景。

### 表紙
ポスター
アニメ『交響詩篇エウレカセブン』の登場人物のアネモネ、声優の小山力也のポスターが貼られている。

### 第1話
小林源文TCG
彼らがプレイしているのは小林源文の作品をモチーフにした『俺のケツをなめろ!』（制作：天下布武）というタイトルのカードゲームと思われる。ヒラノが突き出したカードに描かれているのは、小林の作品『黒騎士物語』の登場人物エルンスト・フォン・バウアー。また本話には小林の別作品『カンプグルッペZbv』の名前も出る。ヒラノの台詞中にある「2cmFLAK」（Flak=対空機関砲）とは2 cm Flak 30または2 cm Flak 38を指す。「俺のケツを舐めろ!」は小林源文のドイツ物作品で、バウアーを始め、ドイツ人の登場人物がよく使用するスラングである。
テクモ
コンピュータゲームソフトブランドの一つ。『デッド オア アライブ シリーズ』等で胸揺れを強調したゲームが有名。詳細は「テクモ」の項目を参照。
イリュージョン
アダルトゲームブランドの一つ。キャラクターや背景などに3DCGを多用することにより、3DCGブランドとして知られている。詳細は「ILLUSION」の項目を参照。
「〜してくだちい」
奥浩哉の漫画『GANTZ』にて、主人公達を戦わせる黒い玉「ガンツ」に表示される言葉。「ください」という意味で、「さ」だけが逆に表示されている。
ライト
大場つぐみ原作・小畑健作画の漫画『DEATH NOTE』の主人公・夜神月（やがみ ライト）のこと。真紀は好きなタイプの男性として彼の名を挙げている。特に第一部の月が好みらしい。
ベルセルクのグリフィス
三浦建太郎の漫画『ベルセルク』の主役の一人。美丈夫でかなりの軍略家であり、剣の腕も冴えると言うスゴキャラ。詳細は「ベルセルクの登場人物」の項目を参照。
ラインハルト
田中芳樹の小説『銀河英雄伝説』の主役の一人。此方もかなりの美貌・知略を併せ持つ。詳細は「ラインハルト・フォン・ローエングラム」の項目を参照。

### 第2話
「冒険デショデショ」
谷川流の小説「涼宮ハルヒの憂鬱」のアニメ版オープニングテーマで、平野綾の2作目のシングルである「冒険でしょでしょ?」（2006年4月26日発売）。
ハズレ馬券が金に見えた人
『銀と金』の1シーン。描かれている顔はその主役の一人・森田鉄雄。

### 第3話
龍が如く2
セガのアクションアドベンチャーゲーム。詳細は『龍が如く2』の項を参照。
鳥肌実
漫談家・演説家。詳細は「鳥肌実」の項目を参照。
「いつでもあなたをタイホできるのよ」
ヘルマン・ゲーリングはナチ党政権下のドイツで空軍・航空産業を掌握する航空大臣兼国家元帥として知られるが、悪名高いゲシュタポの創設者でもある。第一次世界大戦時はエースパイロットで体格も精悍であったが、政権獲得時はモルヒネ中毒（ミュンヘン一揆で負傷した右下半身の手術後の後遺症）もあり、かなりの肥満体であった。
ジングォン派
前述の『龍が如く2』に登場する、韓国マフィア。
ヤブ総帥が社名変更した企業
- マイクロソフト＝マイクロソフト。アメリカのソフトウェア会社。
- ソフトバンク＝ソフトバンク。日本の電気通信事業者。
- ヒューレット・パッカード＝ヒューレット・パッカード。アメリカのコンピュータ企業。

ヒラコー帝国の敵
- ラインハルト＝『銀河英雄伝説』に登場するラインハルト・フォン・ローエングラムのこと。銀河を統一し新銀河帝国の開祖となる。
- 宇宙怪獣＝OVA『トップをねらえ!』（ガイナックス）に登場する、人類の天敵たる生物宇宙生物群 (STMC)。
- ナイトオブゴールド、ラキシス＝いずれも永野護の漫画『ファイブスター物語』に登場。前者は主人公アマテラス（天照帝）が搭乗するモーターヘッド。後者はアマテラスのパートナーであるファティマ。詳細はそれぞれ「モーターヘッド (ファイブスター物語)#ナイト・オブ・ゴールド（K.O.G.）シリーズ」、「ファティマ (ファイブスター物語)#クローム・バランシェ作（故人） 」の項目参照。
- ユニクロン＝アニメ『トランスフォーマー』シリーズの登場キャラクター。シリーズごとに設定は異なっており、その詳細は「ユニクロン」の項目を参照。
- ミクロマン＝タカラトミー（旧タカラ）から発売されているキャラクターフィギュア。後に『トランスフォーマー』シリーズの源流のひとつとなった。詳細は「ミクロマンシリーズ」の項目参照。

### 第4話
「ニャンニャンしようぜ」
エッチなことをする、イチャイチャする等の意味で使われる。フジテレビのバラエティ番組『夕やけニャンニャン』のタイトルの由来にもなった。詳細は「ニャンニャン事件」の項目を参照。
「超イマい」
（超）ナウいと同じ意味で使われた流行語の一つ。
「君にムネキュン」
正しくは「君に、胸キュン。」。イエロー・マジック・オーケストラ（YMO）の通算7枚目のシングル。カネボウ化粧品のCMにも使用された。詳細は「君に、胸キュン。」の項目参照。本話中で前原圭一（『ひぐらしのなく頃に』の主人公）らしき人物が着用しているのは初期YMOがライヴなどで用いていたコスチュームで、形状が中華人民共和国の人民服と似ているため、一般的に「赤い人民服」と呼ばれる。デザインはメンバーでファッションデザイナーでもある高橋幸宏。
「ジン ジン ジンギスカーン」
ドイツの音楽グループ・ジンギスカンのデビュー曲「ジンギスカン」のサビ。1970年代末期のディスコサウンドを代表する一曲。詳細は「ジンギスカン」の項目参照。
「ハンガーヌンチャク」
1982年から1987年までに全5作が公開された映画『刑事物語』シリーズにおいて、武田鉄矢演じる主人公・片山元がハンガーをヌンチャクのように使うシーンがある。全5作中最大のヒット作が、『ひぐらしのなく頃に』の設定年代である1983年に公開された第2作『刑事物語2 りんごの詩』。
「ほとんどビョーキ」
映画監督の山本晋也が、テレビ朝日の深夜番組「トゥナイト」・「トゥナイト2」で、主に性風俗関係の話題をリポートした時に生まれたフレーズ。流行語にもなった。
「4649チューニング」
次原隆二の漫画『よろしくメカドック』のアニメ版オープニングテーマ「よろしくチューニング」のワンフレーズ。
タコハイ
1980年代にサントリーから売り出された缶チューハイの一つで、「タコなのよ、タコ。タコが言うのよ。」という当時の流行語を作り出した。詳細は「サントリータコハイ」の項目を参照。
「なめんなよ」
猫に特攻服等の不良服を着せ、写真に撮った1980年代流行のキャラクター『なめ猫』のキャッチフレーズ。
一本木蛮
漫画家であるとともにコスプレイヤーの嚆矢的人物。1980年代に雑誌『ファンロード』を通してメディアでの活動を開始。詳細は「一本木蛮」の項を参照。
「新発売!!ファミリーコンピューター」「新発売!!SC-3000」
1980年代に発売された家庭用ゲーム機。「ファミリーコンピュータ」「SC-3000」の項目を参照。
「ニューメディア元年」
1985年の国際科学技術博覧会開催に合わせて使われたキャッチフレーズ。詳しくは「ニューメディア」の項目を参照。
「時をかける少女みた?実写のほう」
1983年公開の映画「時をかける少女」の事。原田知世の出世作でもあり、熱狂的なファンを作り出した。
「取材していいかなー?いいともーッ」
フジテレビのバラエティ番組『森田一義アワー 笑っていいとも!』のコーナー「テレフォンショッキング」のキャッチフレーズ「明日来てくれるかなー?いいともーッ」。
1980年代の事件を解決する人
- 金田一＝金田一耕助。横溝正史の推理小説に登場する探偵。
- コロンボ＝アメリカNBCテレビ（のちABCテレビに移動）で放送されたミステリードラマ『刑事コロンボ』の主人公。
- 西部警察＝テレビ朝日系列で放送されていた刑事アクションドラマ。とても警察とは思えない武装と攻撃力で悪人や建物をやたらと爆破する。主演は渡哲也、石原裕次郎。制作は石原プロモーション。

### 第5話
「『僕っくんの考えたサーヴァントが一番強いぞ』聖杯戦争大会」
TYPE-MOONより発売されたゲーム『Fate/stay night』が元ネタ。アーサー王や佐々木小次郎等が超人的な戦いを繰り広げる。
歴史群像シリーズ
学習研究社が発行する隔月刊の専門雑誌『歴史群像』。1992年6月創刊。歴史、軍事に関する出来事や人物をビジュアルを絡めながら紹介する。ただし、本作品の連載終了までオスマン帝国が特集される事はなかった。
オスマンさん
オスマン・ベイ（オスマン1世）の事。詳細は「オスマン1世」の項目を参照。
岩明均の上泉信綱
岩明均は漫画『剣の舞』にて、戦国時代の剣豪・上泉信綱について触れていた。
「シグルイの虎眼先生」
南條範夫原作（「駿河城御前試合」）、山口貴由の漫画『シグルイ』のキャラクター。
「ゲイボルグー!!」
『Fate/stay night』のサーヴァントであるランサーの宝具及び必殺技名。更なる元ネタはケルト神話に登場する槍の名前。詳細はゲイ・ボルグの項目を参照。
「おめーよりダヴーの方がつえーんだよ!!」
ナポレオン・ボナパルトの側近、ルイ＝ニコラ・ダヴーの事。コーエーのゲーム『ランペルール』（第7話の項目を参照）ではナポレオンに劣らない能力を持っており（初期ならば上回っている）、本作品内で度々取り上げられる『ナポレオン -獅子の時代-』（同じく第7話の項目を参照）でも強力無比なキャラクターとして描かれている。
「あの山、どけ」「海よ、笑え」「森、動かせ」
映画監督・黒澤明が撮影中に実際言ったとされる名言。
日本列島改造論
田中角栄の主張および著書の一つ。「マーソノー」も田中の発言より。
バカヤロー解散
1953年3月14日の衆議院解散の俗称。当時の内閣総理大臣・吉田茂の失言からこの名が付いた。

### 第6話
「メーテルと999でブサイクの星に行ってブサイクになってきなさい もしくはネジな」
松本零士作のSF漫画及びアニメ『銀河鉄道999』のエピソード。ただしブサイクになるのではなく、機械の体になるために最終駅を目指す。
アイドルマスター
バンダイナムコゲームスの育成シミュレーションゲーム。詳細は『アイドルマスターシリーズ』の項を参照。
「クローズとか湘爆とかな」「QP（キューピー）とかワースト」「Hey!リキとかギャングキングとか」「BADBOYSとかキリンなんかも好きだぜ」「荒くれKNIGHTとか」「特攻!アルテミスとか」
『キリン』以外は全て不良漫画。「湘爆」は『湘南爆走族』の略称である。
「高橋ヒロシさんとかいいですよね」
漫画家の髙橋ヒロシ。
「ヤングキング系お好きですね」
『ヤングキング』は 少年画報社の漫画雑誌。
「トライガンとか」
内藤泰弘の漫画『トライガン』を参照。
「アワーズも読んでるじゃん!」
少年画報社の漫画雑誌『ヤングキングアワーズ』のこと。なお、ヤングキングアワーズには平野耕太の代表作『HELLSING』と『ドリフターズ』も連載されている。
「クローズやWORSTが好きってコトはですね―――――ッ!! チャンピオンお好きなんですよねぇ―――――ッ!!」
秋田書店の漫画雑誌『月刊少年チャンピオン』のこと。
「REDじゃないか!チャンピオンREDじゃないかぁ!!」
『チャンピオンRED』は秋田書店の漫画雑誌。不良漫画としてよりも、萌え・エロ路線の色がかなり濃い。
セルバンテスの幻覚
前述の『チャンピオンRED』で連載している、横山光輝原作・今川泰宏脚本・戸田泰成作画の漫画『ジャイアントロボ 地球の燃え尽きる日』に登場する幻術使い「幻惑のセルバンテス」。
「バキの花山伝目当てなだけだよ。他のはぜんぜん読んでねーよ！」
「あーそうだよ。シグルイも舞-HIMEもGロボもラインバレルも山賢も大好きだよ!!」
いずれも『チャンピオンRED』に関する漫画や漫画家。
- バキの花山伝＝『バキ外伝 疵面 -スカーフェイス-』。
- シグルイ＝南條範夫原作・山口貴由作画の時代劇漫画。
- 舞-HIME＝『舞-HiME』。
- Gロボ＝『ジャイアントロボ 地球の燃え尽きる日』。
- ラインバレル＝『鉄のラインバレル』。
- 山賢＝漫画家の山本賢治。

アニメ版「シグルイ」のキャスティング予想
『シグルイ』は、本話掲載当時アニメ化が発表されていたが、キャスティングについては明らかになっていなかった。その後、岩本虎眼役、岩本三重役は、ヤクザの予想の大塚周夫、「ミッチー」こと堀江美都子（または能登麻美子）と異なり加藤精三、桑島法子にそれぞれ決まり、大塚は舟木一伝斎役、堀江は近藤涼之介役に回った。
ガンカタ
映画監督のカート・ウィマーとアクション監督のジム・ヴィッカースが、映画『リベリオン』（2002年、アメリカ）のために考案した架空の武術。詳細は「ガン=カタ」の項目参照。なお、本話でのヒラノとヤクザの会話に名が挙げられた映画『ウルトラヴァイオレット』（2006年、アメリカ、カート・ウィマー監督）にも、劇中でこそそう呼んでいないものの、ガン=カタが登場している。

### 第7話
「ドッポちゃん…」「夏恵!!」
板垣恵介の漫画『グラップラー刃牙』『バキ』『範馬刃牙 - SON OF OGRE -』の登場人物の一人、愚地独歩（おろち どっぽ）。詳細は「愚地独歩」の項目参照。夏恵はその妻。
「サスケ君…」
岸本斉史の漫画『NARUTO -ナルト-』の登場人物の一人、大蛇丸（おろちまる）。詳細は「大蛇丸 (NARUTO)」の項目参照。
「東京コミックショーだねコレ」
正しくは「東京コミックショウ」。詳細は「ショパン猪狩」の項目を参照。
コーエーのシミュレーションゲーム作品
本話では『無双OROCHI』を取り上げているが、その関係で製作元であるコーエーのシミュレーションゲーム作品にちなむネタが連発される。
- 曹操に反対し、無茶な作戦目標を提案する陸軍＝『提督の決断』。
- キーボードを連打するヤブ+説得する西郷ドン＝『維新の嵐』。
- 城を包囲するナポレオン軍＝『ランペルール』。
- 黄河を遡るポルトガル艦隊＝『大航海時代シリーズ』。
- 万里の長城を超えてくるモンゴル軍＝『蒼き狼と白き牝鹿シリーズ』。
- ダンテ＝『魂の門』。
- 南部連合＝『独立戦争 Liberty or Death』か?
- アンジェリーク＝女性向け恋愛シミュレーション『アンジェリークシリーズ』
- 遙かなる時空の中で＝女性向け恋愛シミュレーション『遙かなる時空の中でシリーズ』

「大陸軍はーッ!」「世界最強!」
長谷川哲也の漫画『ナポレオン -獅子の時代-』にて、ナポレオンと兵士たちとの間で交わされるシュプレヒコール。平野耕太は以前同作単行本の販促用の帯にアオリ文句を寄稿していた。欄外に書かれているマッセナという名前は、同作品の主要人物「アンドレ・マッセナ」の事。

### 第8話
「やべえ 思ったより妲己がエロい」「えー オレ孫尚香一筋なもんで」
コーエー『無双シリーズ』を参照。
「銀英伝見ろや」「次は天地無用シリーズ全部」「うる星見ろや」
いずれも通算話数・回数が100を超える長編アニメ。
- 『銀河英雄伝説』：OVA本編全110話、外伝全52話。
- 『天地無用!』：テレビシリーズ全130話（『ねぎし版』『新』『天地無用! GXP』『魔法少女プリティサミー』『砂沙美☆魔法少女クラブ』合計）。
- 『うる星やつら』：テレビシリーズ全218話（スペシャル含む。途中で15分*2話形式から30分*1話形式に移行したため放送回数としては195回）。

「コレ読めやベルセルク」
三浦建太郎の漫画『ベルセルク』を参照。
「（ベルセルクの）13巻で一体何があったんだよ!!」
『ベルセルク』の単行本第13巻は、「蝕」の到来による死の嵐から反撃の誓いまでを収録。「黄金時代篇」の終盤に当たり、時系列的にはこの後、第3巻までの「黒い剣士篇」を経て第14巻からの「断罪篇」となる。
「次はコレ読めデスノート」
大場つぐみ原作・小畑健作画の漫画『DEATH NOTE』を参照。

### 第9話
株トレーダー瞬
カプコンのアドベンチャーゲーム。詳細は『株トレーダー瞬』の項を参照。
「バブルへGOか おっかねえな」
ホイチョイ・プロダクションズ代表の馬場康夫が監督を務めた映画『バブルへGO!! タイムマシンはドラム式』（2007年）。脚本は君塚良一。
「てっきりあれだ 美少女を片っ端から袋に入れて河に放り込んだり」
魔女の判別法の一つ。通称「水の審判」。魔女の疑いをかけられた人間を水に沈めて浮けば魔女、沈めば人間と判断する。
ところ天の助
澤井啓夫の漫画『ボボボーボ・ボーボボ』『真説ボボボーボ・ボーボボ』の登場人物。詳細は「ところ天の助」の項目を参照。なおヒラノがしているのは『ベルセルク』に登場する宗教裁判官のモズグスのコスプレ。不信心者の頭を分厚い聖典の一撃でへこませる。
「最終的には赤い服着た三人組が飛び出して来て まさかの時のスペイン宗教裁判〜〜〜ッ」
『空飛ぶモンティ・パイソン』の一編、「スペイン宗教裁判」が元ネタ。
「スパムスパムスパムスパムスパムスパ―――ム」「スパムスパ―――ム」「スパ―――ムスパ―――ムスパ―――――ム」
『空飛ぶモンティ・パイソン』の一編、「スパム」より、バイキングの唄う「スパムを讃える歌」。幸村誠の漫画『ヴィンランド・サガ』とはバイキング以外の関連は無い。
男根商事 MEKOビル 帝国金融 肉欲ビル第45ビル
青木雄二の漫画『ナニワ金融道』で使われている実際のビルや会社名。
「死んじゃうツモ―――!!」「ロンロンロンロンッ!ロンロンロンロンッ!ロンッ!!ロンッ!!ロォ――――ン!!!」「最終的には血液かけての麻雀ゲームになります」
『アカギ 〜闇に降り立った天才〜』の登場人物、鷲巣巌の台詞。および「鷲巣麻雀」のルール。
「銀さん…」「死ね…ッ!!」「森田…!!」
コスプレは『銀と金』の森田鉄雄。台詞は同作内の主役である平井銀二の台詞の一つ。
「なァ?オイ奴隷君!!」「闇金ウシジマくんのとこ行け!!」
真鍋昌平の漫画『闇金ウシジマくん』を参照。

### 第10話
ニュース番組のナレーター
本話に名前が挙がっている声優に限っても、大塚芳忠は「真相報道 バンキシャ!」（日本テレビ）、小山茉美は「報道ステーション」（テレビ朝日）に出演している（担当番組は2010年5月現在）。榊原良子も2010年4月改編で終了するまで「NNN Newsリアルタイム」（日本テレビ）でナレーターを務めていた。なお、榊原と大塚は平野耕太の代表作『HELLSING』のアニメ版・OVA版にも出演している。
♪ユービロービローン サヨナッルァー イエーナクティエー
アニメ映画『機動戦士ガンダム 逆襲のシャア』の主題歌「BEYOND THE TIME (メビウスの宇宙を越えて)」。正しくは歌詞が違うが、耳コピーだとこう聞こえなくもない。描いてあるイラストはアクシズとクェス・パラヤ。
「このシャア・アズナブルがしゅくせーしよーとゆーのだよ――」「ナナイは私にやさしいからな――」「めされるであろ――」
すべてアニメ映画『機動戦士ガンダム 逆襲のシャア』でのシャア・アズナブルの台詞。ナナイは同作品でのシャアの副官だったナナイ・ミゲル（声優は榊原良子）。
「黄色い救急車呼ばなくて大丈夫ですか」
都市伝説。話の内容は「頭のおかしい人の所には黄色い救急車が来て、精神病院に連れて行かれる」というもの。詳細は「黄色い救急車」の項目を参照。
「こんばんわコブラです。ここでレディの声がしたんですが」
コブラは寺沢武一の漫画『コブラ』の主人公。レディはその相棒のアーマロイドで、声優は榊原良子。
「圧倒的じゃないか!我が軍は!」「親父?沈んだョ!?先行しすぎてな 冗談はヨセ!!」
コスプレ・台詞共に『機動戦士ガンダム』のギレン・ザビ。コマの通り、キシリア・ザビ（声優は小山茉美）に撃ち殺される。
ホテル・モスクワ
広江礼威の漫画『ブラック・ラグーン』に登場する、スレヴィニン率いるロシアン・マフィア。アニメ版では、タイ支部を任されている大幹部・バラライカの声を小山茉美が担当している。
「さァ今日の旅人は寺田農さんが 熱海の街 ぶらり温泉の旅を満喫」
「は――っはっはっは どこへ行こうというのかねー」「特務の青二才がめが…」「ハハハハハハハ見ろー!!お湯がゴミのようだ!!」
台詞はすべてアニメ映画『天空の城ラピュタ』のパロディ。寺田農は同作で敵役のムスカ大佐を演じた。

### 第11話
ウェスカーさん
『バイオハザードシリーズ』の登場人物、アルバート・ウェスカーのこと。
「チャー?」
前コマにある「たむけん」ことたむらけんじの持ちネタ。
「クリスブッ殺す」「あとレベッカは俺の嫁」
いずれも『バイオハザードシリーズ』の登場人物。詳細はそれぞれ「クリス・レッドフィールド」、「レベッカ・チェンバース」の項目参照。
「サガットのいる国だっけ」
サガットは対戦格闘ゲーム『ストリートファイター』シリーズのキャラクター。出身はタイランド。
オブリビオン
Bethesda Game Studioが開発したロールプレイングゲーム『The Elder Scrolls IV: Oblivion』。1994年に第1作が発売された『The Elder Scrolls』シリーズの第4作目にあたる。日本では、2007年に、SPIKEより日本語版が、Xbox 360とプレイステーション3で発売された。独自のスキルシステムを搭載しており、例えばピッキングで一定数の鍵を開けると太鼓の音が鳴り、「開錠」スキルが上昇するといった具合。コマ内の描写はそれのパロディ。

### 第12話
「ダメじゃんヤン・ウェンリー」「『魔術師ヤン』なんだから無限に確変出せよ!!そら同盟もほろぶわ!!」
『銀河英雄伝説』の登場人物、ヤン・ウェンリーのこと。「魔術師ヤン（ヤン・ザ・マジシャン）」はヤン・ウェンリーの別称のひとつである。
カストロプ公
『銀河英雄伝説』の登場人物、マクシミリアン・フォン・カストロプのこと。元財務尚書だった父オイゲンの不正蓄財に対する調査と返還を拒否し、説得のため銀河帝国本国から来訪したマリーンドルフ伯フランツ（ヒルデガルド・フォン・マリーンドルフの父）を拘束。自領にマリーンドルフ伯領を併呑して帝国からの離脱を画策した（いわゆる「カストロプ動乱」）。帝国はシュムーデ提督を討伐軍として派遣したが敗北。ラインハルト・フォン・ローエングラム上級大将の工作によって派遣されたジークフリード・キルヒアイス少将率いる第2次討伐軍がカストロプ軍を撃破。マクシミリアンは自分の部下に殺害され、討伐作戦は成功した。カストロプ動乱の戦況推移及びマクシミリアンのキャラクター造形は、原作・アニメ・漫画の各メディア版で異なっており、本話で使われているネタはアニメ版のものである。
CRシリーズ
- 芳樹、夏彦＝作家の田中芳樹と京極夏彦。
- 指抜きグローブ＝京極夏彦は指の出た革手袋の愛好者でもある。
- アクエリオン＝アニメ『創聖のアクエリオン』。2007年11月にパチンコ『CRフィーバー創聖のアクエリオン』がリリースされた。製造元のSANKYOは劇場版のスポンサーでもある。
- 軍鶏＝橋本以蔵原作・たなか亜希夫画の格闘漫画。
- 野望の王国＝雁屋哲原作、由起賢二画の劇画。
- ヒストリエ＝岩明均の歴史漫画。
- ひぐらし＝『ひぐらしのなく頃に』。本作品終了直前の2010年4月にオーイズミからパチスロ『ひぐらしのなく頃に祭』がリリースされた。

### 第13話
「ストーンヘンジレールガン発射ーッ」「エクスキャリバーレーザー発射ーッ」「シンファクシ散弾ミサイル発射ーッ」「メガリスロケット発射V2発射メソンカノン発射」
すべて『エースコンバットシリーズ』で使われる兵器。順番に「エースコンバット04 シャッタードスカイ」「エースコンバット・ゼロ ザ・ベルカン・ウォー」「エースコンバット5 ジ・アンサング・ウォー」「エースコンバット04」「エースコンバット・ゼロ」「エースコンバットX スカイズ・オブ・デセプション」が元ネタである。
〇〇ワン
- センチュリートゥエンティーワン＝世界最大の不動産仲介ネットワーク。1971年、アメリカで創業。世界58ヶ国・地域に約8,400の営業拠点を持つ。日本では、1983年に伊藤忠商事などとの合弁で日本法人「センチュリー21・ジャパン」が設立され、東名阪を中心に約800のフランチャイジーを有する。
- 困ってしまってワンワン＝童謡『犬のおまわりさん』より。
- ザ・ワン＝2001年のアメリカ映画『The One』。主演はジェット・リー。ただしこのコマでは代表作の一つ『ワンス・アポン・ア・タイム・イン・チャイナ』の黄飛鴻として登場。空を飛びながら蹴りまくる「無影脚」という技を劇中で使う。
- ゲッターワン＝『ゲッターロボ』シリーズの主人公機。ヤブのコスプレはOVA『真ゲッターロボ 世界最後の日』の流竜馬。

バンダイナムコ
コンピュータゲームソフトメーカーの一つ。詳細は「バンダイナムコ」の項目を参照。
「本名 ガルーダ・ピラミッド・シングさん」
『SILENT HILL 2 最期の詩』の「レッド・ピラミッド・シング」が元ネタ。
「ヘーザーたん」
『SILENT HILL 3』の「ヘザー・モリス」が元ネタ。
「イデオンみたいなもんですよ?」「ガルーダ1!ゲージがたまったわよ!」「支援ゲージじゃなくてイデのゲージだけど」
アニメ「伝説巨神イデオン」を参照。

### 第14話
「血を売ります 1cc1万円で」「アカギと同レートだぁ!?」「ニセアカギ以下だオメー」
『アカギ 〜闇に降り立った天才〜』の「鷲巣麻雀」でのレート。ニセアカギは登場人物の一人。
「おまえーさ今、日本で3番目くらいにエスポワール号が似合うんだから」「早く全裸で焼印押されろよ で、ビルの上で鉄骨渡って地下行けよ」
「ファックユー」「ぶち殺すぞゴミメらめ」
いずれも『賭博黙示録カイジ』から。
「人を飼っておる」
『銀と金』からの台詞。
吉原炎上
1987年公開の映画。東映製作。名取裕子主演。五社英雄監督。 吉原（よしわら）は、江戸時代以降、公許の遊女屋が集まる遊廓があった地域。同作は画家・斎藤真一の『明治吉原細見記』と『絵草子吉原炎上』を基にしている。
麻雀放浪記の鹿賀丈史
1984年に公開された阿佐田哲也原作の映画『麻雀放浪記』で、鹿賀丈史演じる「ドサ健」のこと。上野を拠点とする生粋のバイニン（博打打ち）で、借金のカタにまゆみ（大竹しのぶ）を女衒の達（加藤健一）に売る。
ピタゴラスイッチ
2002年よりNHK教育テレビで放送している、子供たちの「考え方」を育てるテレビ番組。おとうさんスイッチは同番組のコーナーの一つ。
「マキ 本当に恐ろしい子ッ」
美内すずえの漫画『ガラスの仮面』の登場人物・月影千草の台詞のパロディ。
「いー集院のラジオ」
TBSラジオのトーク番組『伊集院光 深夜の馬鹿力』。
ハートオブアイアン
歴史シミュレーションゲーム『Hearts of Iron』。
「お前死ね」
大藪春彦原作、松田優作主演の映画『野獣死すべし』の中の台詞。

### 第15話
素晴らしきギレン様
- ショールームの中のトランペットを欲しがる黒人の子供＝ジャックスカードのCM。
- 追ってくるラムセス2世のエジプト軍から、行く手を阻む海を割って助けてくれる＝旧約聖書の「出エジプト記」、もしくは映画『十戒』。
- 巨大な隕石が地球に落ちそうな時、自爆してくれた＝映画『アルマゲドン』。
- 命乞いをしろ!小僧から石を取り戻せ!＝『天空の城ラピュタ』のムスカ大佐の台詞。
- ひつがやとーしろー（日番谷冬獅郎）の抹殺＝久保帯人の漫画『BLEACH』に登場する山本元柳斎重國。
- 海賊王に俺はなる＝尾田栄一郎の漫画『ONE PIECE』の主人公モンキー・D・ルフィの代表的台詞。
- いっぺん死んでみる＝アニメ『地獄少女』の主人公・閻魔あいが、ターゲットを地獄へ流す際の決め台詞。
- 誰が政治をしとるのか＝アニメ『墓場鬼太郎』のOPからねずみ男の台詞より。

「知らない人と頭の中で会話ができる」「目をつぶるとインド人とフラミンゴがすごい速さでこっちに飛んでくる」「強いプレッシャーを感じる」「敵が見える見えるぞ」「初対面の人の背後に悪魔のオーラが見える」
全て『機動戦士ガンダム』でのニュータイプの台詞や能力のパロディ。インド人はララァ・スン、悪魔のオーラに見えたのは自機を撃墜されても小銃でガンダムに立ち向かったドズル・ザビの闘志と怨念。

### 第16話
みつみ
『ToHeart2』や『君が呼ぶ、メギドの丘で』などの原画を手掛けたみつみ美里のこと。同人サークル「Cut a Dash!!」を率いる。
「ベルセルクのゴッドハンドだとすると」「セルピコくらい」
ゴッドハンドは『ベルセルク』において幽界を支配している者たちの総称。セルピコは同作品の登場人物。レギュラーキャラクターで登場する人間の中ではそれなりに強いが、人外も含めた全体での強さはヤクザに言われるとおり「微妙、てか弱い」レベル。
「bolze.が勇次郎だとすると」「末堂くらい」
bolze.は数多くの同人を手掛ける同人作家。勇次郎は『グラップラー刃牙』『バキ』『範馬刃牙 - SON OF OGRE -』に登場する範馬勇次郎。末堂は同作品の端役、末堂厚を指す。
「モグ波がアカギだとすると」「カイジの安藤くらいじゃね?」
モグ波は同人サークル「なかよひモグダン」のモグタンが描く、極端なグラマー体型の綾波レイの通称。アカギ、カイジの安藤はそれぞれ『アカギ 〜闇に降り立った天才〜』『賭博黙示録カイジ』を参照。
型月
TYPE-MOONのインターネットにおける俗称。
散さま
山口貴由の漫画『覚悟のススメ』の登場人物・葉隠散（はがくれ はらら）。主人公葉隠覚悟の兄にして宿敵。『覚悟のススメ』は『週刊少年チャンピオン』に連載されたが、本作には同誌を始めとした秋田書店の少年・青年漫画誌に由来するネタが散見される（平野耕太自身は秋田書店での執筆歴はない）。
右手番長
山口貴由の漫画『平成武装正義団』のキャラクター。同性愛者。空手部に所属しているようだが、使用武器は日本刀。部を私物化して「右手部」に改め、部室を根城に“右手一代”手淫に勤しむ不良。『平成武装正義団』は『覚悟のススメ』の原型的作品と言われる。
「銭」のマンガ
『銭』（ぜに）は鈴木みその漫画。詳細は「銭 (漫画)」の項目参照。同人誌の話は14話から21話。
「虎もメロンもDLサイトコムもそれは繰り返したくねーだろ」
それぞれとらのあな・メロンブックス・DLsite.comのこと。「とらのあな」「メロンブックス」は同人作品をメインに取り扱う書店の代表格。「DLsite.com」は同人誌・同人ゲームのダウンロード販売大手サイト。
「ビグザムの中の人かとおもったわ」「変なオーラ出してるオメーが悪い」
両方とも『機動戦士ガンダム』のドズル・ザビ。その前のヤクザの姿は、漫画『うしおととら』（第19話の項目を参照）の白面の者に酷似している。

### 第17話
「センパァーファーイ!!」
"Semper Fi"。アメリカ海兵隊のモットー"Semper fidelis"（ラテン語で「常に忠誠を」）の口語表現。『CALL OF DUTY』シリーズでは、『Call of Duty: World at War』（日本未発売）のソロ・キャンペーン最初のミッションのタイトルになっている。なお本話中ではプライス大尉がこのモットーを叫んでいるが、本来プライスはイギリス陸軍SAS（『Call of Duty 2』のみ第7機甲師団）の所属であり、このモットーを口にすることはない（SASのモットーは"Who Dares Wins"（英語で「挑みし者が勝利する」））。
ギリースーツ
迷彩服の一種。職業柄、必然的に身を隠す必要がある場合が多い狙撃手やハンターが、山間部や草原においてカモフラージュの為に着用するものであって、妖怪ではない。飛行服やつなぎに草木や小枝などを貼り付けて作るケースが多いが、市販のものもある。詳細は「ギリースーツ」の項目参照。
「スタンバーイ スッタァンバァーイ」「GOッ!」
『コール オブ デューティ4 モダン・ウォーフェア』のミッション「オールギリードアップ」でのマクミラン大尉の台詞。多くの敵兵の中を見つからずに駆け抜けていく。
口径があいません
日本軍は主力小銃を1939年（昭和14年）に6.5mm弾を使用する三八式歩兵銃に代わり、7.7mm弾を使用する九九式短小銃を使用し始めたが、国力の限界から太平洋戦争終戦まで三八式と九九式は併せて使用され続けた。そのため前線では三八式と九九式での弾の融通が不可能であることもあって弾薬補給上の混乱を招いた。
ジンギスカン作戦
インパール攻略作戦において、日本陸軍第15軍司令官：牟田口廉也が、補給不足打開の切り札として考案した作戦。牛・山羊・羊・水牛に荷物を積んだ「駄牛中隊」を編成して共に行軍させ、必要に応じて糧食に転用しようと言うのが特徴。しかし近代戦においては、歩みの遅い家畜を引き連れて、迅速さを求められる拠点攻略を強行するという作戦には無理があり、実際、家畜の半数がチンドウィン川渡河時に流されて水死、さらにジャングルや急峻な地形により兵士が食べる前に脱落し、たちまち破綻した。しかも水牛は味が悪く、現地の中国人でさえ食用にしないものであった。おまけに3万頭の家畜を引き連れ徒歩で行軍する日本軍は、進撃途上では空からの格好の標的であり、爆撃に晒された家畜は荷物を持ったまま散り散りに逃げ惑ったため、多くの補給物資が散逸した。結果、各師団とも前線に展開した頃には糧食・弾薬共に欠乏し、火力不足が深刻化、戦闘力を大きく消耗する事態を招いた。
「グラフィック向上した『いっき』」
『いっき』はサン電子が開発したアクションゲーム。詳細は「いっき」の項目参照。なお、実際のゲーム中では、竹槍はアイテムとして登場する。
RPG
兵器としての意味は、ソ連・ロシアの携帯対戦車グレネードランチャーのロシア語の「ручной противотанковый гранатомёт」をラテン文字転写した「ruchnoy protivotankobyy granatomyot」の略称。本町が投げつけていたのはロールプレイングゲーム(role-playing game)。
FF
スクウェア・エニックスのコンピュータRPG。詳細は『ファイナルファンタジーシリーズ』を参照。
テイルズ
バンダイナムコのコンピュータRPG。詳細は『テイルズ オブ シリーズ』を参照。

### 第18話
「誰だよ徹夜で伊藤潤二最強キャラ決めようって言いだしたの」「結果は最強はたぶん双一」
伊藤潤二はホラー漫画家の一人。双一は同作者のシリーズの一つ『双一シリーズ』のキャラクター。
「『ミシガン』のインリン様」
2004年7月に発売されたSPIKEのホラーアドベンチャーゲーム『michigan』では、インリン・オブ・ジョイトイがイメージキャラクターに起用され、広告にも登場している。しかもゲーム内でも、ある条件を満たすと楽しむことができるエクストラストーリー「インリンの探しもの」で、ゲスト出演している。
「幼女をイケニエにもしてねーし赤い水も飲んでねー」
生贄は『サイレントヒル』が元ネタ、また『SIREN』では赤い水を飲むことで屍人化する。どちらもホラーゲーム。
「とりあえず怖いBGM防止のためにアニメソング全開な」「っていうかJAMプロジェクト全開な」
JAM Projectはアニメソング歌手グループ。
「死ね―――ッこの屍人どもめ!」「S・D・K」「ミヤコー」「どーあがいてもぜつぼー」
2003年、ソニーが開発および発売したプレイステーション2用のホラーゲーム『SIREN』から。屍人は平たく言うとゾンビである。「SDK」はSIRENの主人公「須田恭也」のハンドルネームから来ている。ミヤコはヒロインである。「どうあがいても、絶望」はゲームのキャッチコピー。

### 第19話
「バカなCQCが通じないとは」
CQCは『メタルギアシリーズ』に登場する近接格闘術。
アキバカンペー
フジテレビのバラエティ番組『ネプリーグ』の深夜放送時代に登場した、堀内健演じる秋葉原系のオタク青年。アイドルのラジオ公開番組や公演サイン会などで、ギャラリーやファンの中に紛れ、緊張して上手く喋れないであろうアイドル達をカンニングペーパーでフォローする。
藤田和日郎の漫画
秋葉流、白面の者＝いずれも『うしおととら』の登場人物。『月光条例』＝『週刊少年サンデー』で連載された作品。月輪＝『邪眼は月輪に飛ぶ』。
ストラングルホールド
2007年9月にミッドウェイゲームズから発売されたアクションゲーム。「バイオレンスの詩人」ジョン・ウーが開発総指揮を務め、チョウ・ユンファを主演に迎えたことで話題になった。詳細は「ストラングルホールド (ゲーム)」の項を参照。日本では2008年に、サクセスより日本語版が、Xbox 360とプレイステーション3で発売された。ジョン・ウー映画の特色通り、6ページ（単行本第1巻では148ページ）2コマ目のように鳩が飛びまくる演出が多い。
ジョン・カーペンター
映画監督。詳細は「ジョン・カーペンター」の項目参照。真紀の台詞にあるように、小島秀夫に影響を与えた人物としても知られる。
「無尽蔵に現われるチャイニーズマフィア」
ジョン・ウーが1980年代後半から1990年代初頭にかけて監督した作品は、『男たちの挽歌』に代表されるように、香港の黒社会（いわゆるチャイニーズ・マフィア）を舞台とした作品が多かった。『ストラングルホールド』も香港警察の刑事がチャイニーズ・マフィアやロシアン・マフィアと戦うゲームである。
コナミ
コンピュータゲームソフトメーカーの一つ。詳細は「コナミ」の項目を参照。
ナムコ
コンピュータゲームソフトブランドの一つ。詳細は「ナムコ」の項目を参照。

## 単行本
第1巻
2009年4月28日発売、ソフトバンククリエイティブ刊。 ISBN 978-4-7973-5416-4
第1話から第19話までを収録。帯の推薦文はあきまん。
カバー裏には作者自選の「墓場まで持っていきたいゲーム」がコメントと共にリストアップされている。
- オウバードフォース
- コール オブ デューティ4 モダン・ウォーフェア
- Fallout 3
- オメガブースト
- 太閤立志伝V
- ランペルール
- バランス・オブ・パワー
- Hearts of Iron
- The Elder Scrolls IV: Oblivion
- ソーサリアン
- Mafia
- 機動戦士ガンダム ギレンの野望
- タクティクスオウガ
- 天下統一
- 殺しのドレス
- デッドライジング
- バイオハザード
- SILENT HILL 2 最期の詩
- SIREN